# پارسائیه
پارسائیه، شاخه‌ای از سلسله صوفیان نقشبندی بود که در سده نهم هجری تشکیل شد و تا میانه‌های سده دوازدهم صاحب نفوذ بود.
طریقت پارسائیه منسوب به خواجه محمد پارسا است و آن را ابونصر پارسا (درگذشته ۸۶۵)، فرزند خواجه محمد، برای گسترش اندیشه‌های وی در بخارا بنیاد کرد. در نیمه نخست سده دهم پایگاه اصلی پارسائیه از بخارا به بلخ منتقل شد و بعداً همراه با افول بلخ، این خاندان و طریقت نیز نفوذ خود را از دست داد.